# Miguel António do Carmo de Noronha de Paiva Couceiro
Miguel António do Carmo de Noronha de Paiva Couceiro (27 août 1909 à Cascais – 24 juin 1979, Lisbonne), 4e comte de Paraty, est un militaire et administrateur colonial portugais qui a occupé le poste de gouverneur de Diu. Dans la vie civile il est industriel (fabrication de sucre de canne), dirige la "Compagnie Colonial do Búzi" au Mozambique et fonde la "Açucareira de Moçambique".  Il est aussi l'auteur de plusieurs travaux à caractère historique, héraldique et généalogique.

## Biographie
Miguel António do Carmo de Noronha de Paiva Couceiro est né à Cascais, au Portugal, le 27 août 1909. Il est le fils de Henrique Mitchell de Paiva Couceiro et de D. Júlia Maria do Carmo de Noronha, fille de D. Miguel Aleixo António do Carmo de Noronha, troisième comte de Paraty et de D. Isabel de Sousa Botelho Mourão e Vasconcelos, fille du deuxième Comte de Vila Real. Il devient le quatrième comte de Paraty, succédant à sa mère. Il décède à Lisbonne le 24 juin 1979.
Après la proclamation de la République, le 5 octobre 1910, il part en exil avec son père Henrique Mitchell de Paiva Couceiro et sa famille. La famille s'installe d'abord en Espagne, où il est inscrit, à partir de 1919 et jusqu'en 1923, au Collège des Maristes - Collegio del Sagrado Corazón. L'exil de son père le conduit ensuite en France. De retour au pays, âgé alors de 14 ans, il termine les humanités en quatre ans et rentre à l'école militaire.
Le 1er novembre 1932 il est promu au grade de sous-lieutenant de l'arme de Cavalerie. C'est le début de sa carrière militaire en Métropole.
Il sert dans le régiment de cavalerie no 7 et ensuite dans le Régiment de Lanciers no 2 (ancien régiment des lanciers du Roi) à Lisbonne.
Il est promu au grade de lieutenant le 1er décembre 1936. Du 15 septembre 1936 à décembre 1938 il occupe le poste de Chef du Bureau Militaire des Forces Armées de la "Companhia de Moçambique", basée à Beira (Moçambique). Il quitte ce poste le 19 novembre 1938 à la suite d'un accident de la circulation pendant des manœuvres militaires. Le traitement de ses blessures l'oblige à rester près d'un an à Paris où il subit plusieurs interventions chirurgicales très délicates. Il revient au Régiment de Cavalerie no 2 le 30 septembre 1939 et est transféré au Régiment de Cavalerie no 1 le 31 mars 1943. Le 20 mars 1943 il est promu au grade de capitaine, retourne au Régiment de Cavalerie no 2, puis à celui de Cavalerie no 5, avant d'être transféré au Service du ministère des Colonies le 1er octobre 1948. Ici commence sa carrière militaire dans ce qui était alors l'Empire portugais.
Il est nommé Gouverneur de Diu par décret ministériel du 9 août 1948. Les bonnes relations qu'il établit très rapidement avec l'État indien voisin, les louanges publiées dans la presse indienne, etc., suscitent la jalousie du gouverneur général des États de l'Inde portugaise, l'amiral Quintanilha, car celui-ci suivait la politique de Salazar - une politique plutôt inamicale à l'égard de l'Inde. Malgré les manifestations et des réclamations du peuple de Diu, D. Miguel quitte Diu le 31 juillet 1950. Il est alors nommé curateur des indigènes portugais travaillant dans les mines en Afrique du Sud et s'installe à Johannesbourg le 19 octobre 1950. Il démissionne de l'armée et sa démission est actée par arrêté ministériel du 30 octobre 1953. Ici se termine sa carrière militaire et commence sa carrière d'industriel.
À la fin de l'année 1953 il est nommé Administrateur de la Société Colonial Buzi à Sofala, au Mozambique, où il reste jusqu'en 1959.
Il épouse, à Lisbonne, le 8 août 1936, Maria Teresa de Jesus de Gusmão Corrêa Arouca, fille de Simão de Gusmão Corrêa Arouca, Adjudant du Procureur Général de la Couronne, et de Maria Luisa Ulrich. De cette union naquirent quatre enfants.
Le 21 janvier 1959, dans l'église écossaise de St. Andrew à Colombo (Ceylan), il s'unit selon le rite protestant à Mme Carol D. Talib-ud-din, née le 9 février 1908, au Pendjab, État islamique de la péninsule de l'Hindustan, licenciée en lettres de l'université de Lahore, capitale de cet État. De confession musulmane, elle est la petite-fille du Mullah du village de Gigrão. Son père, Talib-ud-din, qui en ourdou signifie "la recherche de la foi", a abandonné la foi islamique et s'est converti au christianisme; il a été le premier modérateur élu de l'Église presbytérienne américaine d'Inde. (In Separata de “A Arte do Ex-Libris”, Braga – 1970)

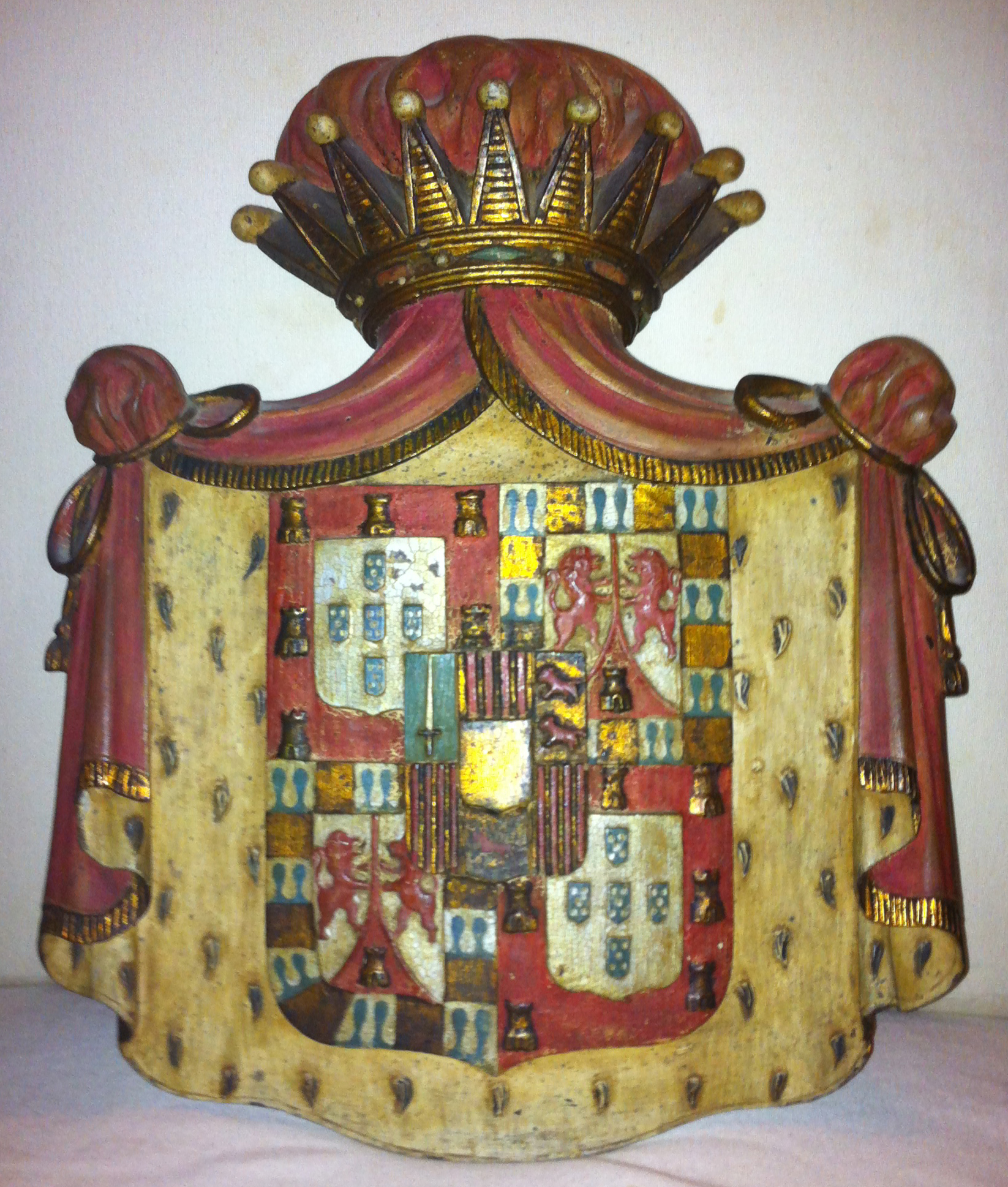
Armoiries de la famille NORONHA-Paraty

## Enfants
- D. Henrique António do Carmo de Noronha de Paiva Couceiro, 5e comte de Paraty (1939-1999)
- D. Pedro António do Carmo de Noronha de Paiva Couceiro (1941-1990)
- D. Miguel Luíz António do Carmo de Noronha de Paiva Couceiro (1944)
- D. Nuno Álvares António do Carmo de Noronha de Paiva Couceiro (1945)

## Gouverneur de Diu (Inde portugaise)
En tant que gouverneur de cet État portugais, considéré alors « le poste le plus dangereux de l'Empire portugais », D. Miguel impose très vite ses nombreuses qualités, apprécié non seulement par la population locale, mais aussi par des voisins indiens avec qui il parvient à établir d'excellentes relations à une période critique de la vie de ce grand pays qui venait d'obtenir l'indépendance de la couronne britannique.
En 1949, après l'une des visites à Diu du ministre indien Samaldas Gandhi, neveu du Mahatma, la presse locale - Comércio de Vieira du 10 juillet 1949, transcription d'un article publié dans le Diário de Notícias -, écrit, citant ce ministre : « les Portugais, qui ont vécu en Inde comme des amis et comme des frères de notre Peuple, pendant des centaines d'années, resteront dans la péninsule de l'Hindustan encore pendant plusieurs siècles, tant que ses dirigeants en Inde auront les qualités de l'actuel gouverneur de Diu, M. le capitaine D. Miguel de Paiva Couceiro. Et le ministre termine son discours par un vibrant éloge de l'action développée jusqu'à présent par le Gouverneur ».
Le même Diário de Notícias cite, le 10 octobre 1949, un article publié dans le Blitz Newsmagazine de la République de l'Inde, dans lequel on dit que Miguel de Paiva Couceiro est « déjà connu aujourd'hui, que ce soit à Diu, ou à Junagadh, la capitale de l'État de Saurashtra, voisin de Diu, comme le Mountbatten (Lord Mountbatten) portugais ou le Mountbatten de Diu, en raison de sa popularité et de la bonne volonté démontrées dans ses contacts avec le peuple indien ».
Pendant son court gouvernement, D. Miguel - comme quelqu'un l'a dit - ressuscite Diu, rétablit les échanges commerciaux avec l'Union indienne voisine, organise une série d'actions et prend diverses décisions qui améliorent de façon très significative la vie dans la province, telles que :

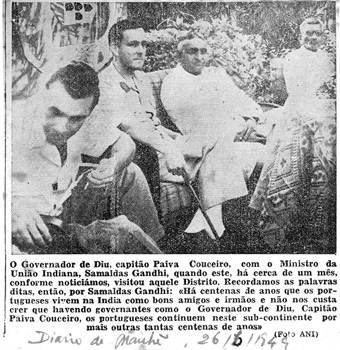
Visite de Samaldas Gandhi – Diu.

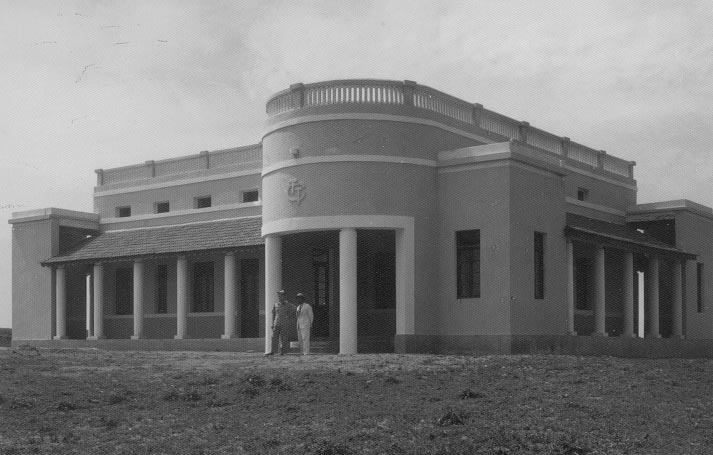
Le nouveau bâtiment de la poste - Diu

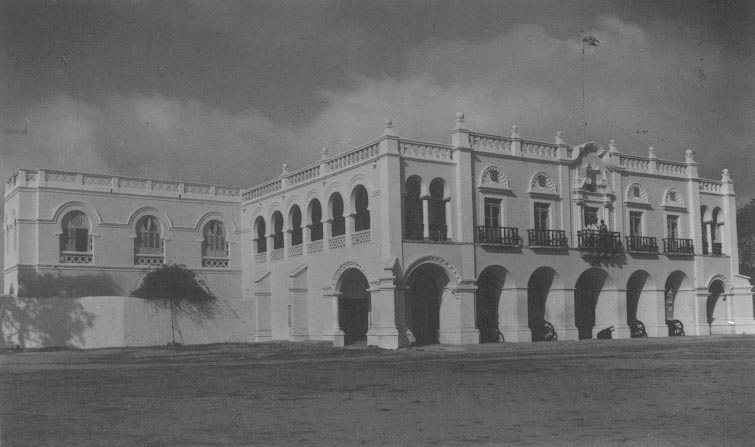
Palais du Gouverneur - Diu - 1949.

- Réduit les taxes sur les importations de produits Indiens
- Améliore les conditions sanitaires locales
- Fonde la première station de radio en Inde portugaise
- Construit un nouvel hôpital (in O Heraldo 20/01/1950)
- Décide l'installation à Diu d'une délégation pour la protection de la femme (Obra de Protecção à Mulher) - (in O Heraldo 24/01/1950)
- Construit un centre médical
- Développe l'horticulture
- Renforce la lutte contre le paludisme et réussit à éradiquer le choléra
- Fonde la bibliothèque Norotom Mulgi et Revam Bai
- Coordonne la récupération et la restauration de nombreuses œuvres d'art oubliées, dont beaucoup se trouvaient dans les ruines du palais qu'il fait entièrement restaurer
- Fonde une école secondaire dirigée par des jésuites espagnols dans le bâtiment São Paulo
- Rénove complètement l'infrastructure d'approvisionnement en électricité
- Construit une route asphaltée entre Gogola et l'Inde
- Crée des bourses pour les étudiants de Diu
- Rétablit le réseau des transports maritimes entre Diu et Mumbai
- Construit de nouvelles installations pour la poste
- Rouvre la circulation des véhicules entre Una et Diu
- Rétablit l'approvisionnement en viande bovine, lequel avait été arrêté deux ans auparavant
- Rétablit l'approvisionnement en eau potable, abandonné il y avait 40 ans

D. Miguel entreprend également la restauration du Palais du Gouverneur, une petite merveille de l'architecture indo-portugaise, considéré comme le seul palais de l'Inde portugaise. À ce sujet, le journal Anglo-Lusitano du 24/06/1950, dit : « Avec une façade du XVIIe siècle, couronnée par les armoiries des vaillants héros de Diu, Nuno da Cunha, António da Silveira, D. João Mascarenhas et D. João de Castro, le style artistique distinctif de tout le mobilier indo-portugais, l'intérieur, et en particulier le Parvati Room, enrichi par de la pierre de taille et du bois ».

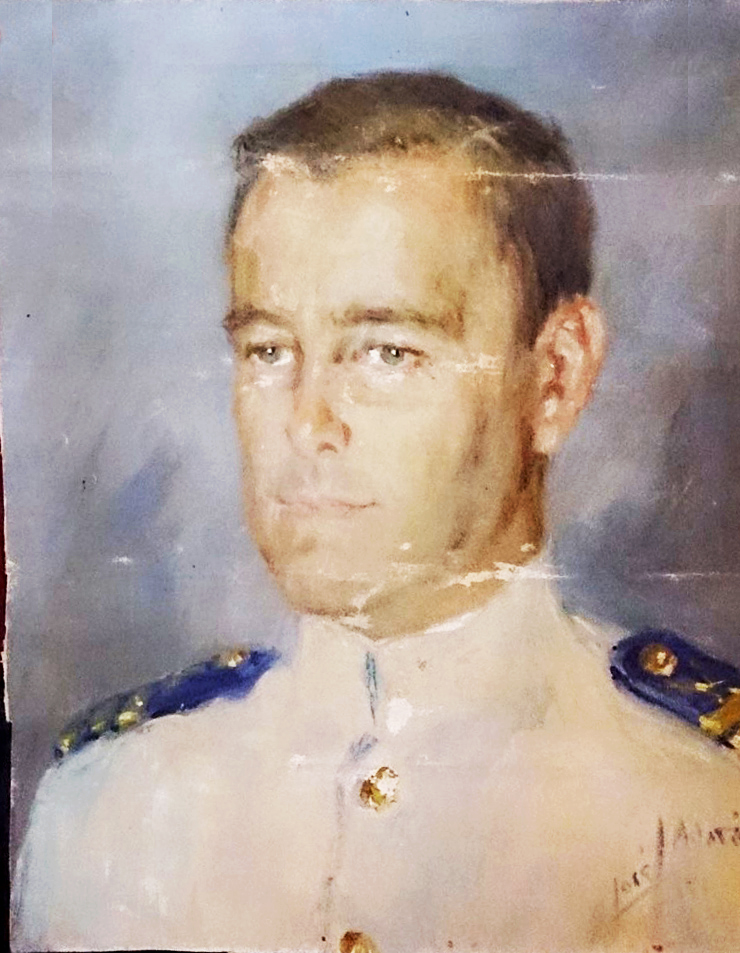
D. Miguel de Noronha de Paiva Couceiro, gouverneur de Diu

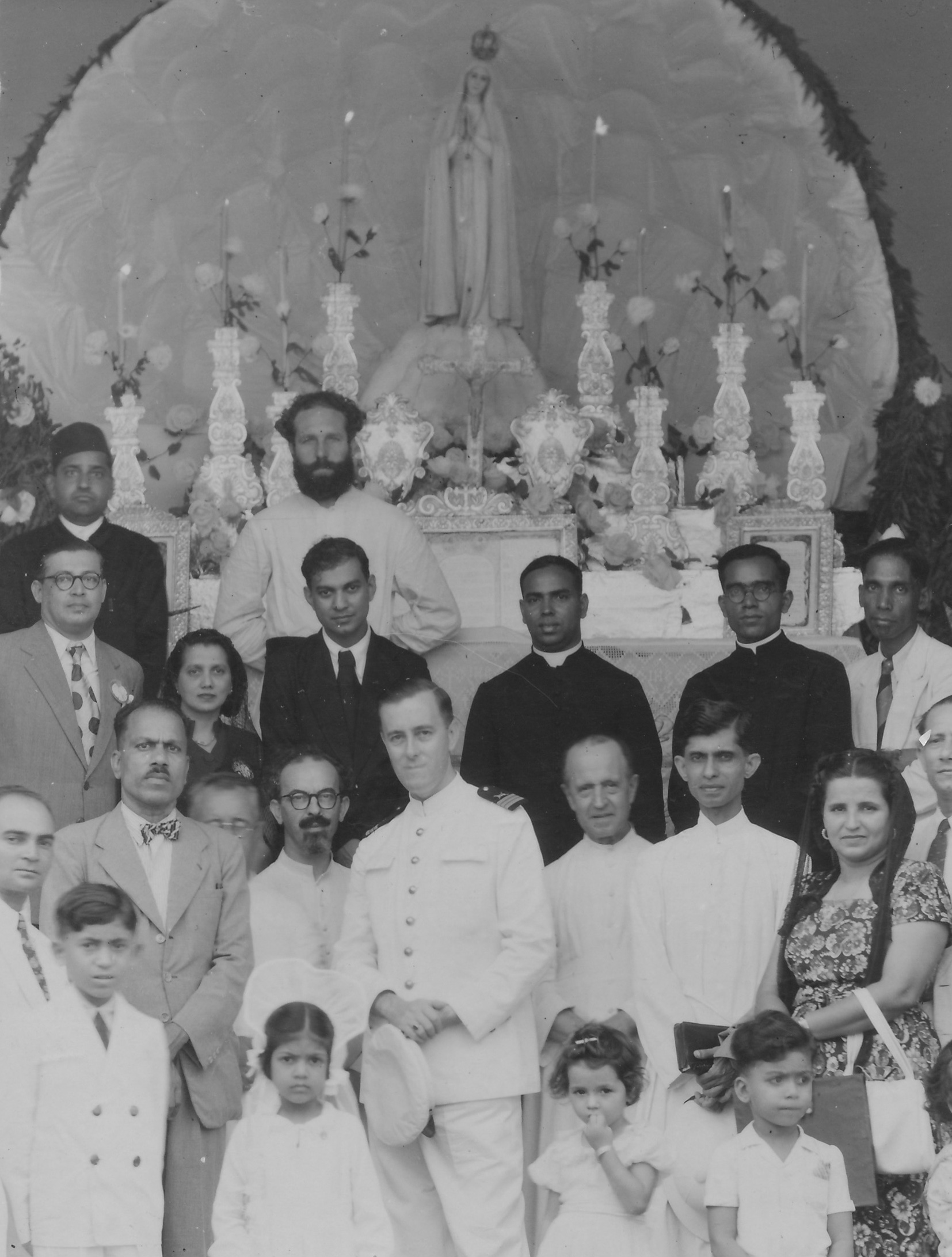
20 juillet 1950 à Diu - Visite de l'image de Notre-Dame de Fátima

### Rue D. Miguel
Huit ans après que D. Miguel ait quitté le gouvernement de Diu, la municipalité de Diu, en séance ordinaire du 31 juillet 1958, décide de nommer une rue de Diu D. Miguel de Noronha de Paiva Couceiro. Il s'agit de la section entre l'avenue António de Silveira, qui monte en direction de la cathédrale, et la rue D. João de Castro. « La Mairie… a décidé à l'unanimité... de donner à cette partie de la rue le nom de l'inoubliable et formidable gouverneur que Diu a eu l'honneur d'avoir ».

### Extraits de presse portugaise et indienne
- The Atom du 05/03/1950 : « Au moment où Salazar commence ses négociations directes pour un règlement à l'amiable entre le Portugal et l'Inde, des changements radicaux auront lieu dans l'administration de l'Inde portugaise. Le présent gouverneur général et son équipe devraient être relevés de leurs fonctions, et l'actuel Gouverneur de Diu, qui sert maintenant sous les ordres du Gouverneur général, sera probablement le successeur de ce dernier. Connu sous le nom de “Mountbatten de Diu”, le jeune et fringant capitaine Don Miguel de Noronha Paiva Couceiro a laissé, selon des sources fiables ici, une bonne impression dans les milieux indiens. Comme Lord Mountbatten, cousin du roi d'Angleterre, le capitaine Don Miguel est également un éminent descendant de l'ancienne famille royale portugaise ».
- Diário Popular, Lisbonne 19/05/1950 : « Les habitants de Diu ont manifesté chaleureusement leur sympathie envers M. le capitaine Paiva Couceiro, en lui demandant par la même occasion, de ne pas quitter le gouvernement du district de Diu. Une commission a envoyé au commandant Quintanilha, Gouverneur général de l'Inde Portugaise, le télégramme suivant : “Le peuple de Diu, vivant une belle période de paix, de prospérité et de progrès, grâce au gouverneur Miguel de Paiva Couceiro, a reçu avec stupéfaction l'inattendue nouvelle de son intention de quitter le gouvernement du district. Une foule s'est présentée aujourd'hui devant le Palais et a prié instamment  le gouverneur de continuer dans ses fonctions, et de renoncer à ses intentions. Nous implorons le Gouvernement portugais à Lisbonne d'examiner notre demande avec un maximum d'intérêt, à fin d'obtenir la continuité de M. le capitaine Paiva Couceiro en Inde où il rend tellement de services à notre pays” ».
- Anglo-Lusitano du 24/06/1950 : « On croit savoir que Son Excellence le Gouverneur du district, capitaine Paiva Couceiro aurait été promu au poste de Gouverneur du Mozambique ».
- Blitz Bombay 27/07/1950 : « Si un jour les Portugais décident de changer leur attitude agressive actuelle à l'égard de l'Inde et s'ils montrent le désir de parvenir à un règlement à l'amiable, comme les Français (Pondichery), alors Don Miguel sera le choix naturel pour le poste de Gouverneur Général de l'Inde Portugaise ».

## Afrique du Sud
En 31/8/1950 D. Miguel est nommé "Curateur des Indigènes Mozambicains", à Johanesbourg, poste qu'il occupe jusqu'en 1953; fin de cette année-là il quitte l'armée et renonce à sa carrière militaire.

## Mozambique
En 1953, D. Miguel est nommé Directeur de la Compagnie Coloniale de Búzi, au Mozambique; commence alors sa nouvelle carrière d'administrateur d'entreprises de fabrication de sucre de canne.
Ouvert à de nouvelles techniques, toujours à la recherche de systèmes innovants, il instaure au Mozambique, pour la première fois, le concept de "planteur de canne à sucre". Dans ce système, le "planteur" "reçoit" de la compagnie la terre, l'équipement, la formation, le logement, des moyens de subsistance si nécessaire, ainsi que le soutien technique et logistique; en contrepartie, il est obligé de vendre la canne produite exclusivement à la compagnie, ce qui va lui permettre de rembourser rapidement l'investissement initial.

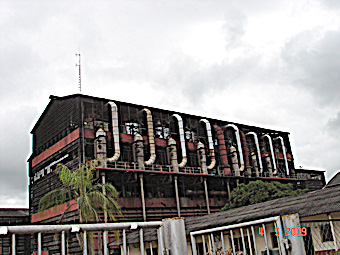
Açucareira du Mozambique - l'usine en 2009.

En 1970, il fonde la "Açucareira de Moçambique, situé à Mafambisse, près de Beira (Mozambique), alors la plus grande usine de sucre de canne en Afrique australe.
Il est obligé de quitter le Mozambique en 1975, après l'Indépendance du pays. Il s'installe à Londres en tant que Directeur-Représentant de l'Açucareira du Mozambique. En 1976 il revient à Lisbonne, après la nationalisation de l'usine par le nouveau gouvernement Mozambicain.
Il est nommé Directeur du Département d'Héraldique Militaire du Musée Militaire de Lisbonne.
Il décède à Lisbonne en 1979.

## Cavalier, noble et écrivain

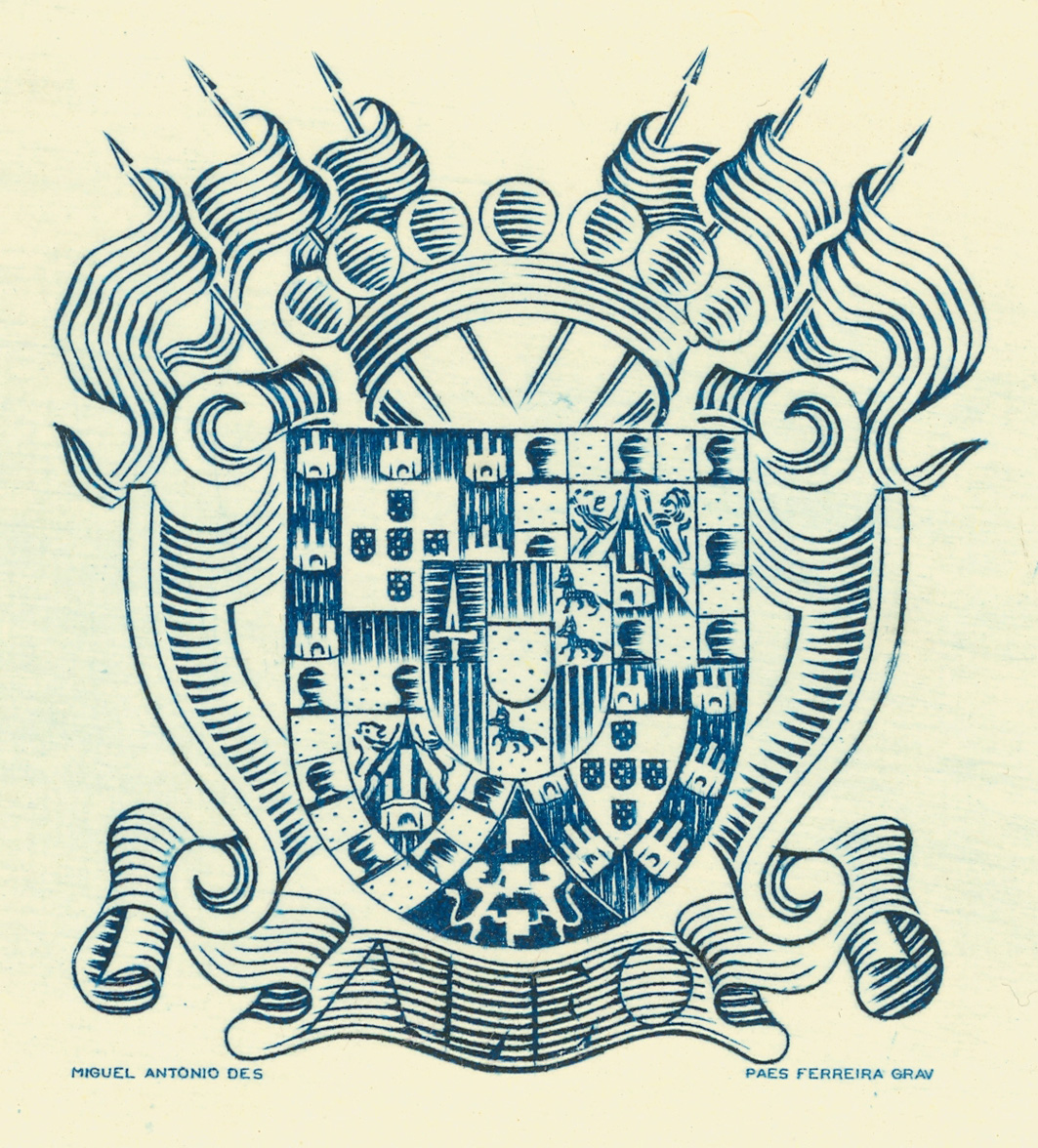
Ex-libris du comte de Paraty

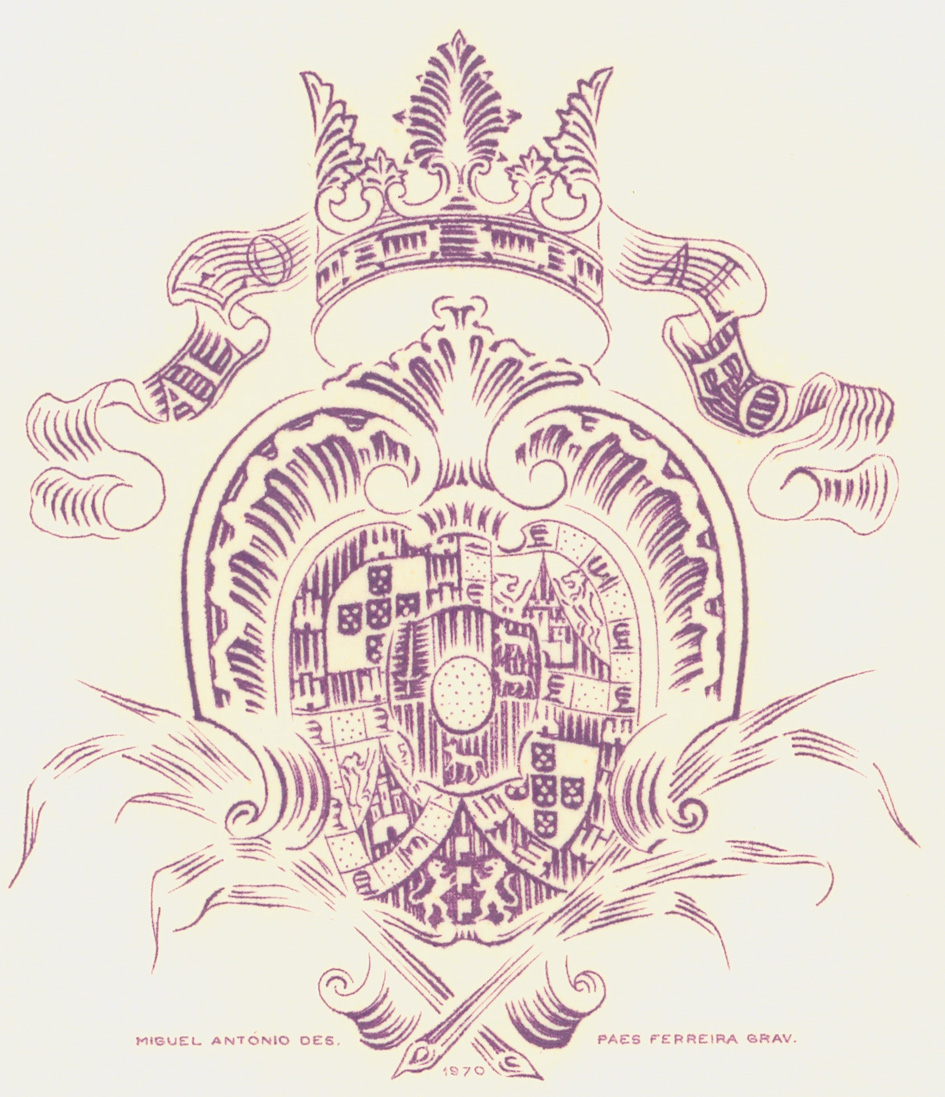
Ex-libris du comte de Paraty

Fernando Meirelles Cameira disait, après sa mort : D. Miguel était « cavalier, noble, écrivain, généalogiste, gouverneur de Diu, héraldiste, créateur d'ex-libris, dessinateur hors pair. »

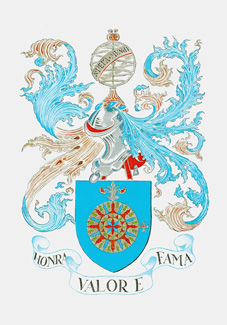
Armoiries du Service de cartographie des Forces armées.

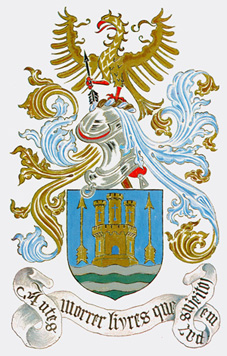
Armoiries du régiment d'infanterie de Angra do Heroísmo.

Certainement l'un des plus grands généalogistes et héraldistes portugais, D. Miguel a dessiné plus de trente ex-libris, beaucoup d'entre eux gravés par Antonio Paes Ferreira, un autre grand artiste. Il a également dessiné ou redessiné les armoiries de plusieurs régiments militaires.

## Son premier ex-libris en couleur
L'auteur explique dans A Arte do Ex-libris, son premier ex-libris en couleur :
L'ex-libris que je présente aujourd'hui à mes Confrères n'a pas été conçu pour cet usage. Je voulais uniquement illustrer ma thèse sur les armes du 1er comte de Vila Real, qui étaient l'objet de mon étude publiée dans Armas e Troféus (no 1, 2 et 3 du volume X, 1969), puis dans le supplément, sous le titre de As Armas Africanas de D. Pedro de Meneses.

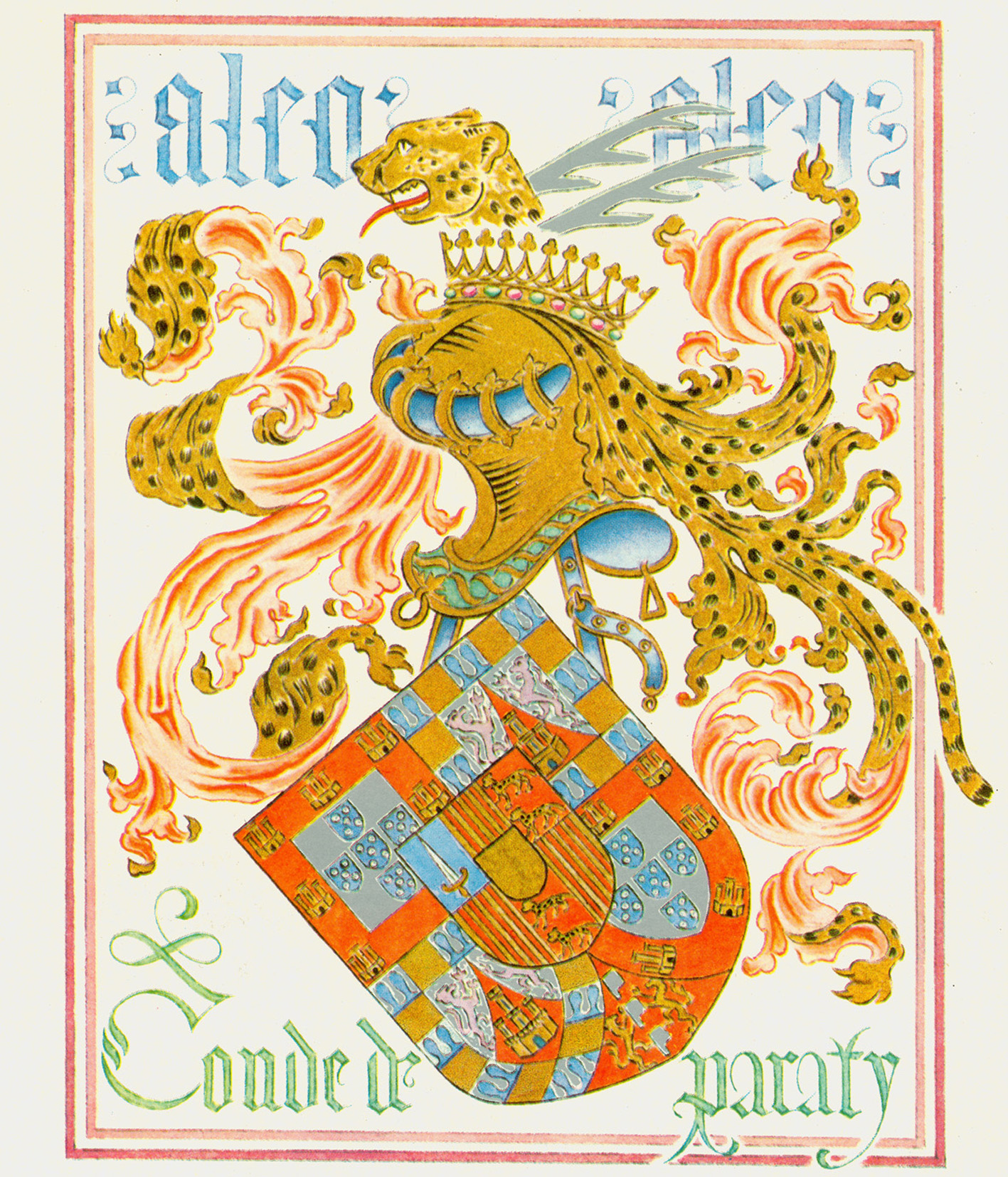
Ex-libris Comte de Paraty.

Dans mon travail, j'ai analysé les armoiries prises par D. Pedro de Meneses, tel qu'elles sont enluminées dans le contrat de mariage de sa fille aînée et héritière, D. Brites Meneses, avec D. Fernando de Noronha, daté du 8 mars 1431, à Ceuta. Ce document, outre son intérêt intrinsèque, tient le très honorable mérite d'être le plus ancien des enluminures héraldiques au Portugal. D. Fernando de Noronha, juris uxoris, doit avoir superposé les armoiries de sa femme sur ses propres armoiries, donnant lieu aux armoiries de la Maison de Vila Real. En ont été les héritiers les comtes de Valadares, dont les comtes de Paraty sont la branche du deuxième frère. Pour être rigoureux, ceux-ci auraient dû introduire une « différence » dans les armoiries de la Maison de Vila Real, mais ils ne l'ont pas fait jusqu'à ce que j'introduise, en incorporant en pointe les armoiries des Couceiros, ma branche paternelle. Cet arrangement héraldique a été conçu par mon ami, M. Carlos da Silva Lopes, l'un de nos plus grands héraldistes. C'est l'ébauche des armories dans ce qui est devenu mon ex-libris, une fois les changements apportés à l'écu, en surimpression sur le tout, en accord avec mon interprétation du document de 1431. En respectant aussi mon interprétation, le timbre et lambrequin, sont constitués essentiellement d'une tête de jaguar (ou cheetah, transcription anglaise du mot indien) et de sa peau, qui ont été conçues pour qu'elles soient le plus naturelles possible, et l'ensemble en suivant le style de nos armoriaux du XVIe siècle. C'est la partie artistique qui est celle qui intéresse le plus mes Confrères de "A Arte do Ex-líbris", dans lequel cet ex-libris apparaît en grande partie en raison de l'encouragement de mon Ami M. Artur Mário da Mota Miranda, l'âme de la Revue, qui a estimé que mon aquarelle était digne de devenir un ex-libris. L'interprétation l'héraldique apparaît ici à titre explicatif, et je vous fais remarquer que bien qu'elles ne soient pas les armes du 1er comte de Vila Real, dans le Contrat de 1431, décrites - mais seulement une fois enluminées - leur interprétation est sujette à controverse et certains ont des objections à ce que j'ai proposé. Ce qui ne m'empêche pas de la proposer au public par le biais artistique qu'est l'ex-libris.

Sur l'écu on présente les armoiries de la Maison de Vila Real (Meneses-Noronha), qui ont été utilisées par les comtes de Paraty, depuis la création de ce titre, en 1813, en la personne de D. Miguel Rafael António do Carmo de Noronha Abranches de Castelo Branco, 3e enfant mâle du 6e comte de Valadares, D. José Luís de Meneses. Les comtes de Valadares descendent de la Maison de Vila Real, et revendiquent leur représentation. Sur les armoiries de la Maison de Vila Real on a ajouté, intégré en pointe, le blason des Couceiro, mon ascendance paternelle. Dans le blason de la Maison de Vila Real, dans les 3e et dans le 5e quartiers de l'écu présenté sur l'ensemble (ce qui constitue les armoiries assumées par le 1er comte de Vila Real) on a remplacé les couleurs et les émaux ainsi que les meubles représentés dans la version des armoiries de la Maison de Vila Real, dans ce qu'on pourrait appeler de courante, car elle est celle qui a servi de modèle depuis les grands livres d'armurerie du XVIe siècle jusqu'à nos jours. « D'or, deux loups passants et supposés de couleur pourpre », comme on lit encore dans l'Armaria Portuguesa, d'Anselmo Braancamp Freire, est remplacé par « de rouge, deux onces passantes d'or tachetées de noir par en dessous. » Et de même aussi le timbre de la version actuelle - le lion naissant des Noronha - a été remplacé par celui qui a été assumé par le 1er comte de Vila Real : "Une tête de jaguar en or, tacheté de noir, avec sa peau formant le lambrequin et une tête de Cerf, sous la peau, avec ses tiges d'argent émergeant de la peau".
Description héraldique des armoiries représentées dans l'ex-libris:
Traduit du portugais avec l'aide précieuse de Monsieur Jean-Jacques Lartigue, Président du Conseil Français d'Héraldique. 31/1/2017
- Écartelé: aux I et IV) d'argent à cinq écus d'azur posés en croix, chargés chacun de cinq besants du champ; à la bordure de gueules chargée de sept châteaux d'or (rappel de l'origine portugaise de la mère de D. Fernando de Noronha - D. Isabel de Portugal, fille de F. Fernando I) – aux II et III de gueules au château d'or, maçonné, ouvert et ajouré d'azur, le champ chapé ployé d'argent à deux lions affrontés de pourpre, armés et lampassés de gueules; à la bordure componée d'or et de vair  de  16 pièces - (rappel de l'origine espagnole du père de D. Fernando de Noronha - D. Alfonso, 1er Comte de Noronha, fils de D. Henrique II, Roi de Castille), à la pointe du grand écu: de gueules à trois coupes d'argent rangées en pal, accostées de deux lions affrontés d'or (de Couceiro) – sur le tout, parti de deux, et coupé d'un, qui font 6 quartiers: au I) d'azur au glaive d'argent, la garde et la poignée d'or – aux  II, IV et VI) d'or à quatre pals de gueules -  aux III et V) de gueules à  deux onces (ocelots) passantes d'or, mouchetées de sable (les armoiries de D. Pedro de Menezes) – sur le tout l'écu d'or plain (de Menezes) - Cimier : une tête d'once (ocelot) d'or, tachetée de sable, sa peau formant les lambrequins et une tête de cerf sous la peau, avec ses cornes d'argent sortant de la peau. - Cri de guerre de D. Pedro de Menezes: Aleo Aleo.
- Ces armoiries représentent celles de la Maison de Vila Real (Noronhas-Menezes) superposées des armoiries assumées par le 1er Comte de Vila Real, qui sont peintes en enluminure dans le contrat de mariage de sa fille D. Beatriz avec D. Fernando de Noronha, le premier quartier étant remplacé par l'emblème de la Capitainerie héréditaire de Ceuta avec, intégrées en pointe, les armoiries des Couceiro.

## Publications

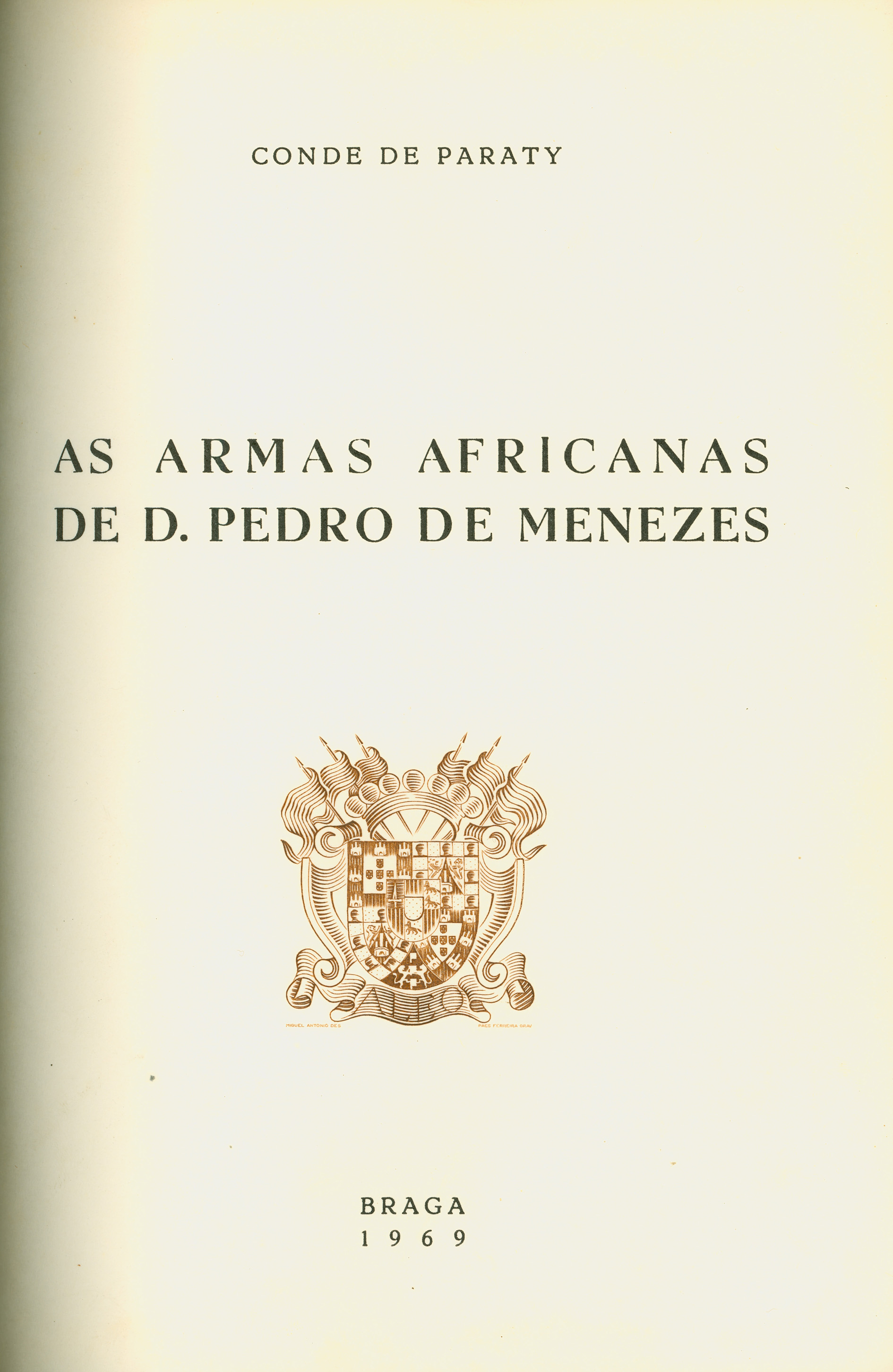
Les Armoiries africaines de D. Pedro de Meneses.

Comme écrivain on peut citer Diu et Eu (Diu et Moi). Dans sa préface, Miguel Pinto de Meneses dit, «livre de voyage, de souvenirs, d'histoire, dans l'essentiel de ses notes, dans l'évaluation des légendes, des religions, des rituels, des castes et d'autres particularités de la vie sociale du peuple de Diu." Le livre est illustré par 20 dessins dont D. Miguel est l'auteur et se termine avec une excellente recette de "Lulas (Calamares) à Coge Çofar". Et aussi As Armas Africanas de D. Pedro de Meneses, une véritable encyclopédie sur les origines et les alliances des familles Noronha & Menezes et de leurs descendants, depuis l'an de 924 jusqu'aujourd'hui. En plus de nombreux articles publiés dans le journal O Debate et dans divers journaux de la presse mozambicaine.

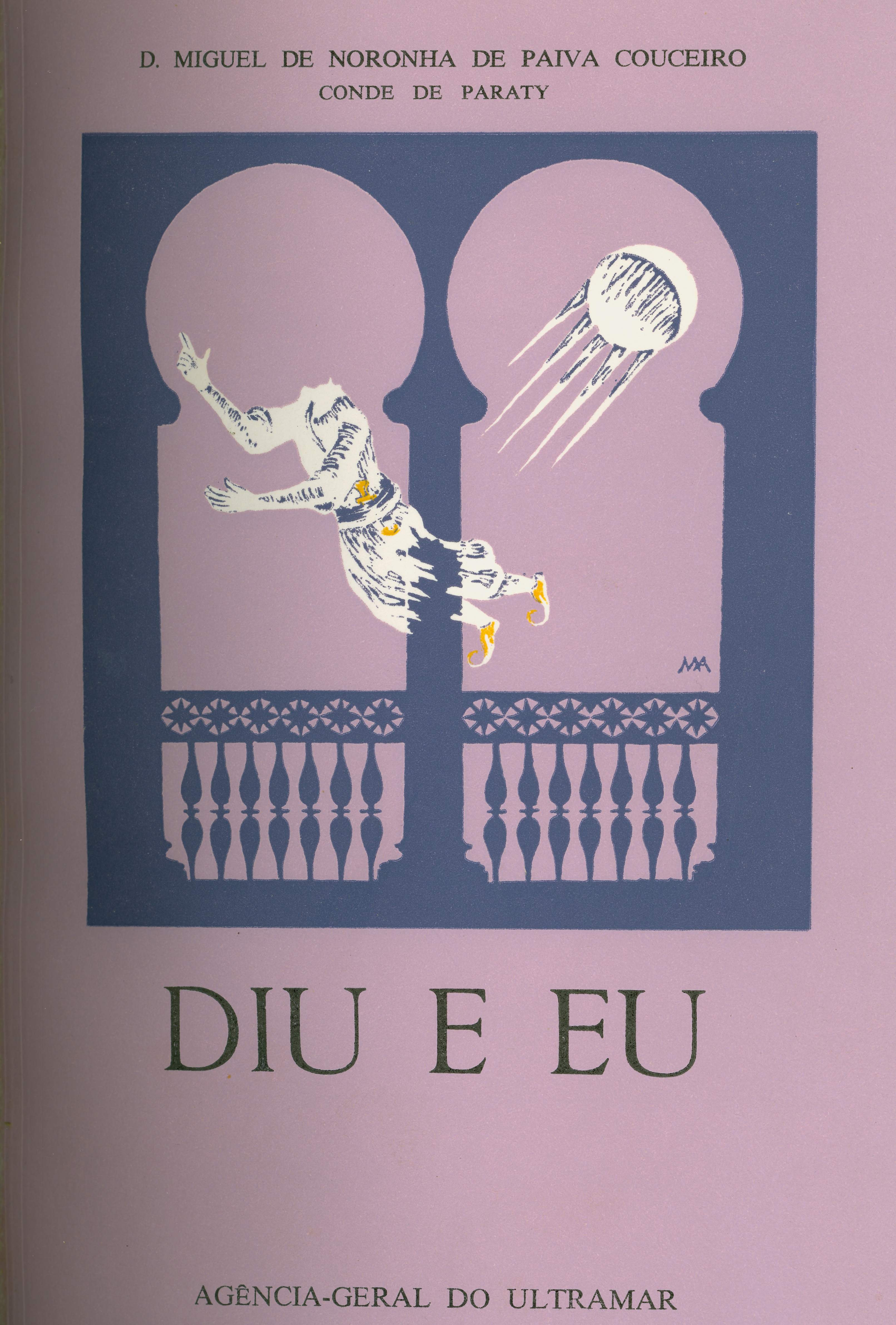
Diu e Eu.

## Travaux publiés sur D. Miguel
Le rêve et sa fin - Épisodes de la vie de D. Miguel de Paiva Couceiro - Auteur : Miguel Geraldes Cardoso
Note de l'auteur : À côté des grands noms qui sont considérées comme les grands réalisateurs (et parfois les responsables de grandes catastrophes), il y a une élite qui ne se tracasse pas de ce que son nom soit gravé dans la pierre, mais qui est là pour accomplir ce qu'elle perçoit comme étant  sa mission. D. Miguel de Paiva Couceiro était un homme comme ça: fidèle à ce qu'il jugeait droit, à ce que la raison et le cœur lui dictaient. Elevé hors du Portugal, il s'est fait homme dans son pays. Très tôt, comme militaire, il est investi d'importantes missions en Outre-Mer, où il est nommé gouverneur du district de Diu. Il y développe une action remarquable à plus d'un titre, et parvient à rétablir, grâce à son intelligence et à son charme personnel, les relations avec le gouvernement indien et plus particulièrement avec le ministre Ghandi - parent du Mahatama. Son action n'a malheureusement pas eu de suite et, comme il est dit dans le texte du livre "... C'est cette occasion manquée qui touche le plus dans l'histoire de D. Miguel, et, puisque c'est ainsi, elle est aussi un peu la nôtre."

## Œuvre publiée sur D. Miguel

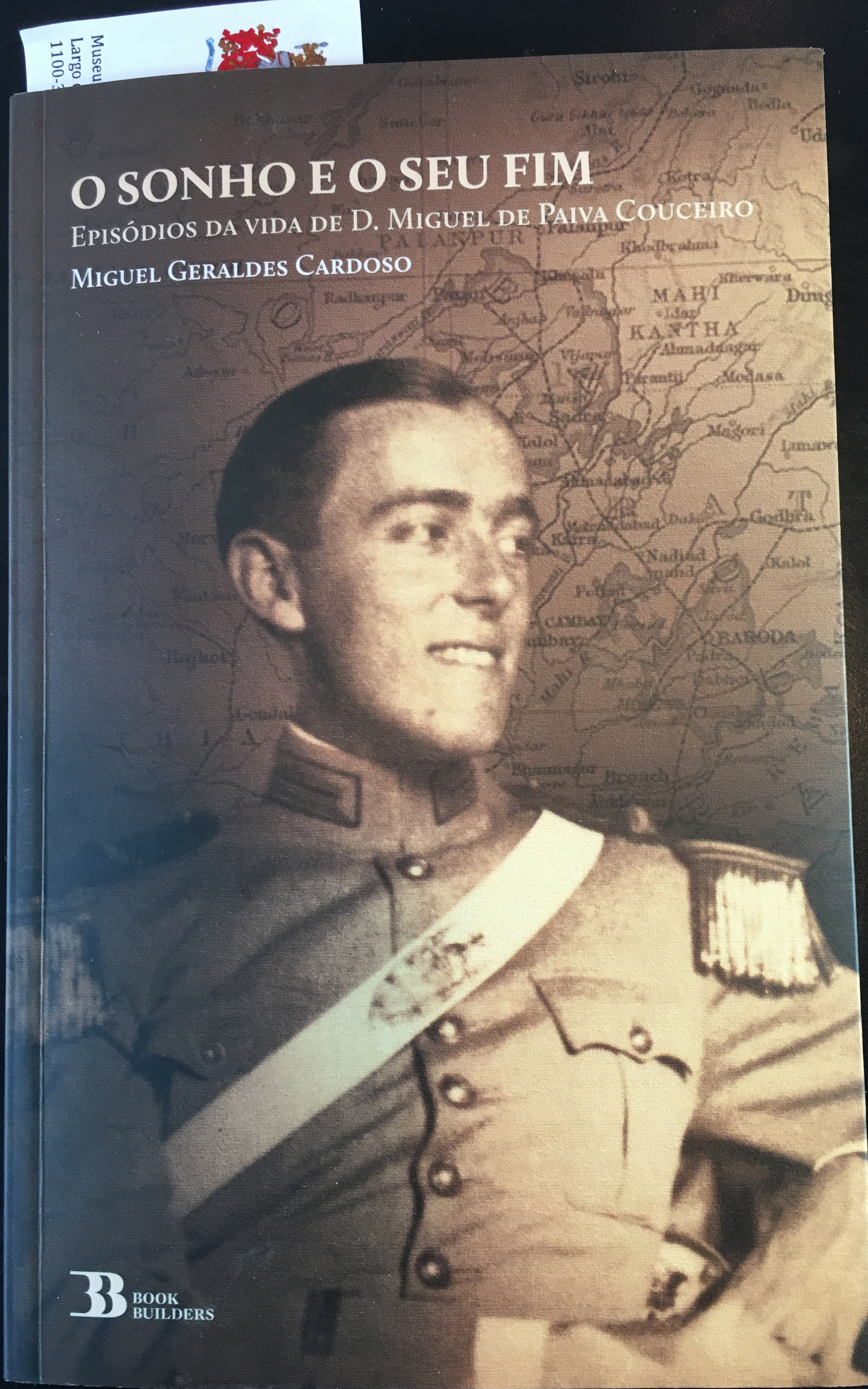
Couverture de "O Sonho e o seu Fim" - "Le Rêve et sa Fin"

"Le Rêve et sa Fin - Episodes de la vie de D. Miguel de Paiva Couceiro" - Auteur: Miguel Geraldes Cardoso
Note de l'auteur: A côté de noms retentissants qui sont considérés comme de grands créateurs (et parfois responsables de catastrophes majeures), il existe une élite de gens qui ne se soucie pas d'avoir son nom gravé sur la pierre, mais qui se soucie plutôt de réaliser ce qui, pour elle, constitue sa mission. Don Miguel de Paiva Couceiro était un homme comme cela: fidèle à ce qui pour lui était correct et à ce que la raison et le cœur lui dictaient. Créé hors du Portugal jusqu'à l'âge de 14 ans, il grandit dans son pays et bientôt, en tant que militaire, se voit confier des responsabilités dans les territoires d'outre-mer jusqu'à ce qu'il soit nommé Gouverneur du District de Diu. Il y a développé une action remarquable à tous égards, et a réussi à établir, par son intelligence et son charme personnel, des relations avec le gouvernement indien, et plus particulièrement avec le Ministre Indien voisin (par ailleurs neveu de Mahatama Ghandi). Son action n'a malheureusement pas eu de continuité après son départ et, comme il est dit dans le texte du livre "... C'est cette occasion perdue par ceux qui l'ont suivi - la première de plusieurs qui se sont succédé tout au long de sa vie - qui est, au fond, l'histoire de D. Miguel; curieusement elle est aussi la nôtre".